# Plectris fusca
Plectris fusca är en skalbaggsart som beskrevs av Moser 1918. Plectris fusca ingår i släktet Plectris och familjen Melolonthidae. Inga underarter finns listade i Catalogue of Life.